# L'Œil de l'astronome
Pour plus de détails, voir Fiche technique et Distribution.

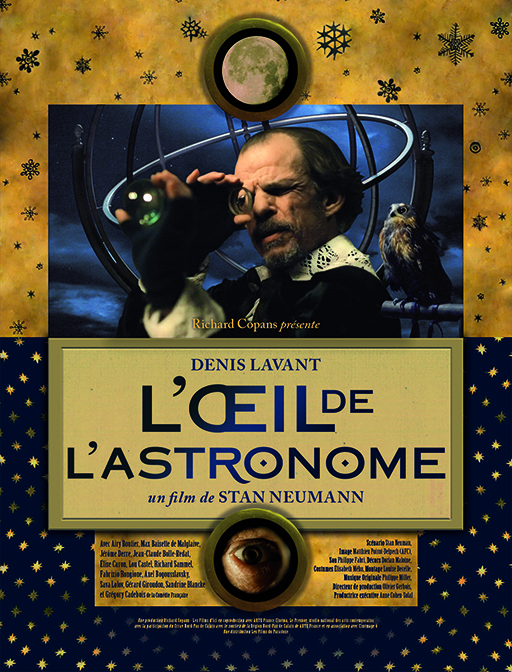
Affiche du film.

L'Œil de l'astronome est un film français réalisé par Stan Neumann, sorti le 22 février 2012.

## Synopsis
À Prague, à l’été 1610, l’astronome de l’empereur Rodolphe II, Johannes Kepler, effectue pendant dix nuits consécutives des observations à l’aide d’une lunette astronomique de Galilée mise à sa disposition. La terrasse où a lieu son observation devient le lieu alors le lieu où la cour impériale se donne rendez-vous comme au spectacle.

## Fiche technique
- Réalisation : Stan Neumann
- Scénario : Stan Neumann
- Photographie : Matthieu Poirot-Delpech
- Montage : Louise Decelle
- Décors : Dorian Maloine
- Costumes : Elisabeth Mehu
- Son Philippe Fabbri
- Société de production : Les Films d'Ici, en association avec la SOFICA Cinémage 4
- Durée : 90 min
- Pays de production  :  France
- Date de sortie : France : 22 février 2012

## Distribution
- Denis Lavant : Kepler
- Gérard Giroudon : Empereur Rodolphe II
- Airy Routier : Bernard
- Max Baissette de Malglaive : le gamin
- Jérôme Derre : Wacken
- Jean-Claude Bolle-Reddat : Pistorius
- Élise Caron : la princesse
- Lou Castel : le vieil astronome
- Richard Sammel : Burgi
- Fabrizio Rongione : le peintre de la cour
- Axel Bogousslavsky : le juge
- Cédric Le Maoût : le frère du gamin